# Macroderes bias
Macroderes bias là một loài bọ cánh cứng trong họ Bọ hung (Scarabaeidae).